# Walter Johnson
Walter Perry Johnson (Humboldt, Kansas, 6 de noviembre de 1887 - Washington D. C., 10 de diciembre de 1946) fue un beisbolista de las Grandes Ligas de los Estados Unidos. Jugó toda su carrera profesional para los Washington Senators con los que logró un título de Serie Mundial. Es considerado el mejor lanzador derecho de la historia de la liga.

## Inicios
Walter fue el segundo hijo de la pareja de Frank y Minnie Johnson. Creció en una granja propiedad de su padre, sin embargo, cuando este tuvo que moverse a California en 1901, debió abandonar el ambiente rural que tanto apreciaba. En sus años de high school jugó al béisbol en diferentes posiciones, pero fue la velocidad de brazo lo que empezó a distinguirlo. A sus 17 años empezó a desempeñarse como lanzador en la liga semiprofesional del Idaho State League, donde llamó la atención del mánager de Washington  «Pongo Joe» Cantillon. A pesar de la reticencia del joven para largarse a  una gran ciudad, Cantillon pudo al fin hacerle llegar en 1907. Su salario inicial fue de US$ 350 por mes. Justo en su primer juego frente a los Detroit Tigers,  llamó la atención del jugador Ty Cobb, quien quedó soprendido, como muchos, de la velocidad del brazo de Walter. En sus primeros tres años en las mayores tuvo un récord negativo de 32 victorias y 48 derrotas.

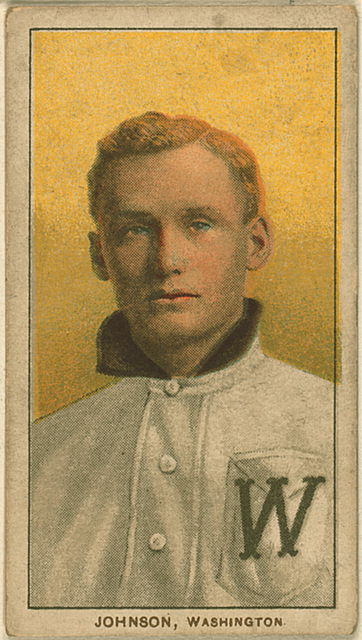
Tarjeta coleccionable de Walter Johnson.

## Apogeo
Muy a pesar de sus excelentes presentaciones, el equipo de Washington no lograba realizar temporadas exitosas. Fue hasta 1912 que el club logró amarrar el segundo puesto de la Liga Americana con Johnson obteniendo 32 victorias, 303 ponches, y un ERA de 1.39. En 1913 fue reconocido como Jugador Más Valioso de la Liga Americana. En los años 1913, 1918 y 1924 obtuvo nada menos que la triple corona como lanzador y, en 1916, no concedió ningún cuadrangular, una marca aún vigente. Entre otras hazañas, consiguió en 1912 dieciséis victorias consecutivas; en 1913, su mejor temporada, tuvo 56 entradas sin carrera con un saldo de 36-7, ERA de 1,14 y once blanqueadas; el año 1914 lideró en casi todas las categorías para un lanzador: victorias, juegos, juegos iniciados, entradas, ponches y blanqueadas, categoría en la que es líder de todos los tiempos (110); por otro lado, en 10 años consecutivos (1910-1919) logró, al menos, 25 victorias. El escaso apoyo de su equipo se nota en las 27 derrotas sufridas por una carrera a cero.  
Con una estatura de 1,85 m y largos brazos, sus lanzamientos, de acuerdo a testimonios de la época, eran casi invisibles. De temperamento decente, modesto y amigable, se ganó la admiración general. Durante sus años de beisbolista nunca insultó alguno de sus compañeros, ni protestó alguna mala decisión o intimidó con lanzamientos malintencionados a los bateadores, a pesar de ser el líder de todos los tiempos en bateadores golpeados (203). Por su velocidad, uno de sus apodos era Big Train. Se estima que sus lanzamientos rondaban de los 156 a 159 kilómetros por hora (97-99 millas por hora).

## Últimos años en las mayores
Walter consideró el retiro del béisbol a causa de la muerte de su padre y su hermana en 1921. Además, su edad era otra razón a tomar en cuenta. Sin embargo, fue en 1924 que los Senators llegaron a la Serie Mundial. Esa temporada lideró en las categorías de porcentaje de victorias obtenidas, ponches y ERA (23-7, 158, 2,72). Con todas las miradas encima de él, su equipo logró adjudicarse la corona frente a los New York Giants en siete juegos; asimismo, logró ser considerado el Jugador Más Valioso de la liga. En 1925 nuevamente los Senators llegaron al clásico de otoño, pero no pudieron repetir el campeonato.
Su última temporada fue la de 1927, debido a la lesión en una de sus piernas, terminando así 21 años de carrera. Logró un total de 417 victorias, marca solo superada por Cy Young. Fue mánager de su equipo (1929-1932) y de los Cleveland Indians (1933-1935); pero fue su carácter afable lo que no le permitía tener una dirección adecuada para una novena. Fue admitido en el Salón de la Fama en 1936. En los años posteriores hizo una incursión en la política. Murió a los 59 años debido a un tumor cerebral.